# Clarence Saunders
Clarence Saunders (Clarence Nicholas „Nick“ Saunders; * 14. September 1963 im Paget Parish) ist ein ehemaliger Hochspringer aus Bermuda.
1982 gewann er bei den Commonwealth Games in Brisbane Bronze. Bei den Weltmeisterschaften 1983 in Helsinki und bei den Olympischen Spielen 1984 in Los Angeles schied er in der Qualifikation aus. 1987 wurde er jeweils Fünfter bei den Panamerikanischen Spielen in Indianapolis und bei den Weltmeisterschaften in Rom. Auch bei den Olympischen Spielen 1988 in Seoul belegte er den fünften Rang.
Seinen größten Erfolg feierte er 1990 mit dem Sieg bei den Commonwealth Games in Auckland. 1991 wurde er Achter bei den Panamerikanischen Spielen in Havanna.
Weitere Medaillen bei internationalen Sportveranstaltungen gewann er bei den Zentralamerika- und Karibikmeisterschaften (Silber 1981 und 1983, Bronze 1985, Gold 1987), bei den Zentralamerika- und Karibikspielen (Bronze 1982) und bei der Universiade (Bronze 1983).

## Persönliche Bestleistungen
- Hochsprung: 2,36 s, 1. Februar 1990, Auckland (bermudischer Rekord)
  - Halle: 2,35 s, 13. Januar 1989, Hamilton (bermudischer Rekord)
- 400-Meter-Hürdenlauf: 52,5 s, 27. Juni 1995, Hamilton (bermudischer Rekord)